# Fredric Landelius
Fredric Landelius (n. 8 octombrie 1884, Eksjö, Comitatul Jönköping, Suedia – d. 2 septembrie 1931, Borås, Älvsborg County⁠(d), Suedia) a fost un trăgător de tir ce a reprezentat Suedia, medaliat olimpic. A participat la 2 ediții ale Jocurilor Olimpice (1920, 1924) în care a câștigat 3 medalii de argint și două medalii de bronz.